# Biscutella caroli-pauana
Biscutella caroli-pauana är en korsblommig växtart som beskrevs av Stübing, Peris och Ramón Figuerola. Biscutella caroli-pauana ingår i släktet Biscutella och familjen korsblommiga växter. Inga underarter finns listade i Catalogue of Life.